# XXV Festival Internacional de Cinema Fantàstic de Sitges
El XXV Festival Internacional de Cinema Fantàstic de Sitges va tenir lloc a Sitges entre el 2 i l'11 d'octubre de 1992 sota la direcció de Joan Lluís Goas amb la intenció de promocionar el cinema fantàstic i el cinema de terror. Fou l'últim any del festival dirigit per Goas. A partir d'aquesta edició l'Hotel Meliá Sitges serà el centre d'operacions i edifici principal del Festival. En aquesta edició, en un festival ja consolidat internacionalment, hi van passar Quentin Tarantino, Guillermo del Toro, Ridley Scott (on va presentar 1492: Conquest of Paradise entre les protestes del públic), Peter Weller, Wes Craven o Bruce Campbell.I Álex de la Iglesia va projectar una secció del seu primer llargmetratge Acción mutante.
Hui havia tres seccions, una competitiva, una informativa, i una retrospectiva pels 25 anys de Festival en homenatge al director i productor William Castle. També va comptar amb la presència de tres maquilladors de renom internacional, Stuart Freeborn, Christopher Tucker i Rick Baker, que van explicar els secrets de la seva professió.

## Pel·lícules projectades

### Secció competitiva
- Va succeir a prop de casa teva de Rémy Belvaux, André Bonzel i Benoît Poelvoorde
- Sinneoi Jauwan III: Dou Dou Dou de Tony Ching
- L'Œil qui ment de Raúl Ruiz /
- Un altre pas de rosca de Rusty Lemorande
- Stay Tuned de Peter Hyams
- Krystallines nychtes de Tonia Marketaki
- Tetsuo II: Body Hammer de Shinya Tsukamoto
- Clínicament morta de Peter Jackson
- L'exèrcit de les tenebres de Sam Raimi
- Reservoir Dogs de Quentin Tarantino
- Árnyék a havon d'Attila Janisch
- Cold Heaven de Nicolas Roeg

### Secció informativa
- Carne de Gaspar Noé
- Naked Lunch de David Cronenberg
- Tetsuo: The Iron Man de Shinya Tsukamoto
- Buffy the Vampire Slayer de Fran Rubel Kuzui
- Cool World de Ralph Bakshi
- The People Under the Stairs de Wes Craven
- Radio Flyer de Richard Donner
- Soldat universal de Roland Emmerich
- Mirindas asesinas d'Álex de la Iglesia
- Le Dernier Combat de Luc Besson

### Retrospectiva William Castle
- La força de la por (1959)
- La llavor del diable (1968)
- Homicides (1961)
- El baró Sardonicus (1961)

### Sessions especials
- Els Deu Manaments (1956) de Cecil B. DeMille[11]

## Jurat
El jurat internacional era format per Ellen Burstyn, Ramón de España Renedo, Stuart Freeborn, Stuart Gordon, Carles Jover i Ricart i Philippe Rouyer.

## Premis
Els premis d'aquesta edició foren:
| Categoria                           | Premiat                        | Treball                                        |
| ----------------------------------- | ------------------------------ | ---------------------------------------------- |
| Premi al millor director            | Quentin Tarantino              | Reservoir Dogs                                 |
| Premi a la millor pel·lícula        | Va succeir a prop de casa teva | Rémy Belvaux, André Bonzel i Benoît Poelvoorde |
| Premi al millor Curtmetratge        | Antonio Morales                | Jadoube                                        |
| Premi a la millor actriu            | Joey Wong                      | Sinneoi Jauwan III: Dou Dou Dou                |
| Premi al millor actor               | Benoît Poelvoorde              | Va succeir a prop de casa teva                 |
| Premi al millor guió                | Quentin Tarantino              | Reservoir Dogs                                 |
| Premi a la millor fotografia        | Ramón F. Suárez                | L'Œil qui ment                                 |
| Premi al millor banda sonora        | Jorge Arriagada                | L'Œil qui ment                                 |
| Premi als millors efectes especials | Richard Taylor, Bob McCarron   | Clínicament morta                              |
| Menció Especial del Jurat           | Tetsuo II: Body Hammer         | Shinya Tsukamoto                               |
| Premi Honorífic Màquina del Temps   | Sam Raimi                      |                                                |